# Astragalus neomexicanus
Astragalus neomexicanus är en ärtväxtart som beskrevs av Elmer Ottis Wooton och Paul Carpenter Standley. Astragalus neomexicanus ingår i släktet vedlar, och familjen ärtväxter. Inga underarter finns listade i Catalogue of Life.